# Gedgrave
Gedgrave est une paroisse civile dans le comté du Suffolk, à l'est de l'Angleterre.
En 2005, sa population était de 30 habitants. Gedgrave avait autrefois une église dédiée à St Andrews. Le village fait partie d'un conseil paroissial conjoint avec Orford.
Gedgrave donne son nom au stade Gedgravian de l'époque pliocène dans la stratigraphie géologique britannique; les sites d'intérêt scientifique particulier Gedgrave Hall Pit et Richmond Farm Pit sont situés à proximité.

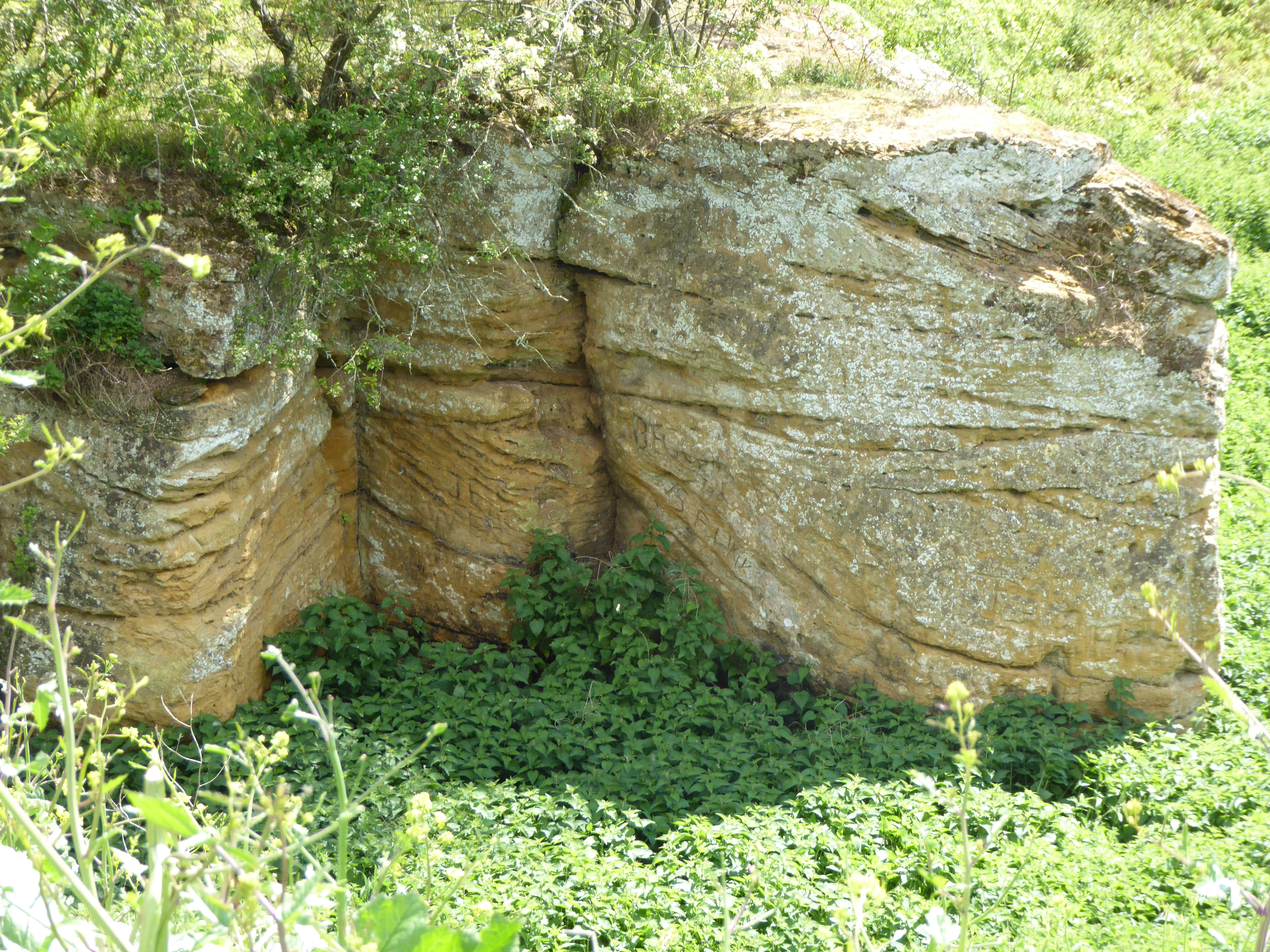
Richmond Farm Pit.

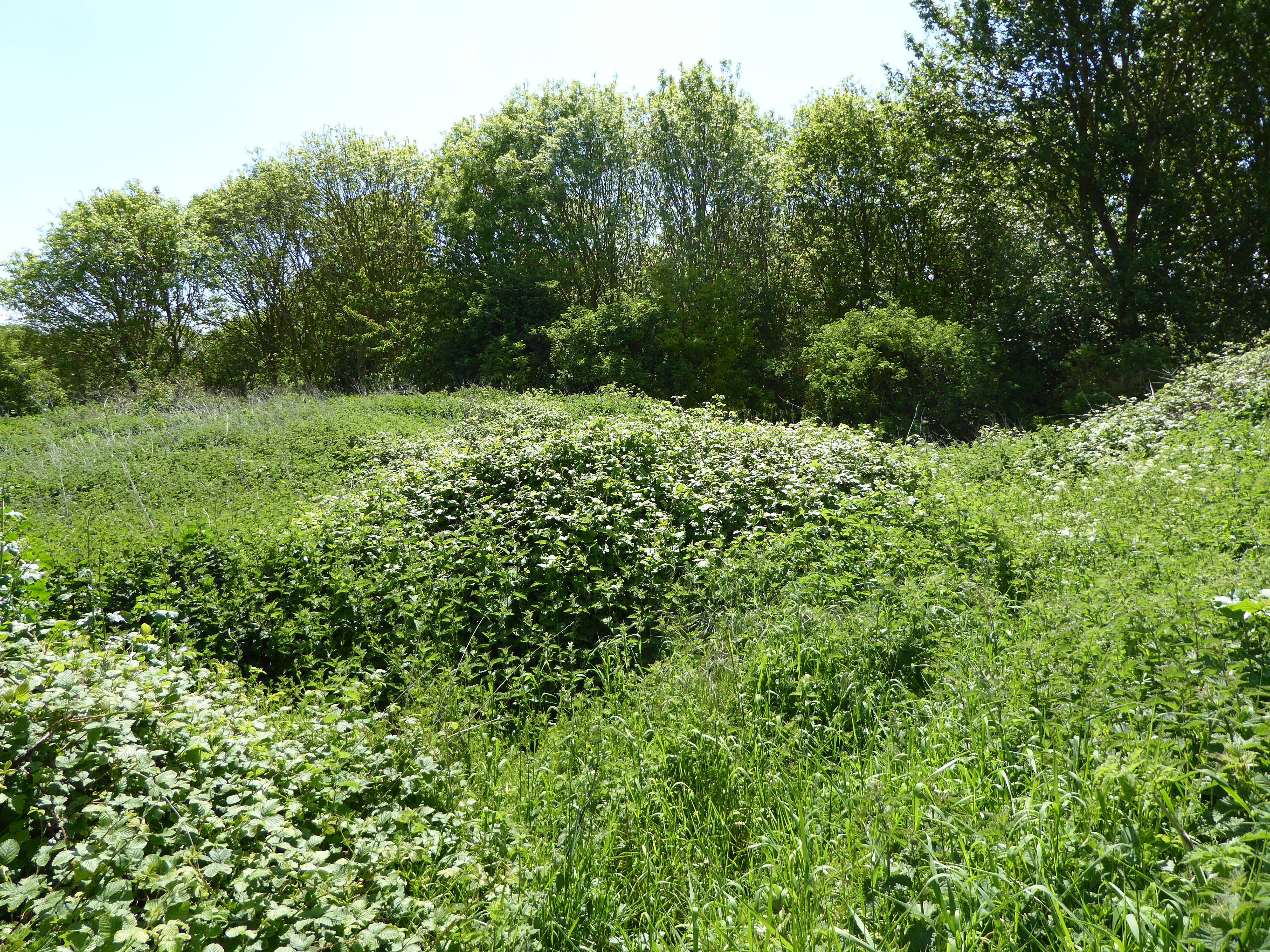
Gedgrave Hall Pit 3.